# بادي فاغان
بادي فاغان (بالإنجليزية: Paddy Fagan)‏ هو مدرب كرة قدم ولاعب كرة قدم أيرلندي، ولد في 7 يونيو 1930 في دبلن في جمهورية أيرلندا، وتوفي في 19 نوفمبر 2014 في مانشستر في المملكة المتحدة. شارك مع Republic of Ireland national football B team ‏ ومنتخب جمهورية أيرلندا لكرة القدم. أما مع النوادي، فقد لعب مع أشتون يونايتد وديربي كاونتي ومانشستر سيتي ونادي ألترينتشام وهال سيتي.

## وصلات خارجية
- بادي فاغان على موقع ناشيونال فوتبول تيمز (الإنجليزية)